# 仮面 (神山羊の曲)
「仮面」(かめん)は、神山羊の楽曲。3作目のデジタル配信限定シングルとして2021年9月29日に各音楽配信サービスにてリリースされた。

## 概要
前作の配信シングル『Girl.』から約1か月ぶりにリリースされた。
TELASAオリジナルドラマ「僕らが殺した、最愛のキミ」の主題歌に起用されている。神山羊がドラマ主題歌を担当したのは本作が初となる。
本作のリリース日に、ミュージックビデオが公開された。

## 収録内容
| #         | タイトル  | 作詞・作曲 | 編曲           | 時間 |
| --------- | --------- | ---------- | -------------- | ---- |
| 1.        | 「仮面」  | 神山羊     | ながしまみのり | 3:41 |
| 合計時間: | 合計時間: | 合計時間:  | 合計時間:      | 3:41 |